# Ґрабово-Кольоне
Ґрабово-Кольоне (пол. Grabowo-Kolonie) — село в Польщі, у гміні Августів Августівського повіту Підляського воєводства.
Населення — 128 осіб (2011).
У 1975-1998 роках село належало до Сувальського воєводства.

## Демографія
Демографічна структура станом на 31 березня 2011 року:
|          | Загалом | Допрацездатний вік | Працездатний вік | Постпрацездатний вік |
| -------- | ------- | ------------------ | ---------------- | -------------------- |
| Чоловіки | 71      | 16                 | 46               | 9                    |
| Жінки    | 57      | 12                 | 32               | 13                   |
| Разом    | 128     | 28                 | 78               | 22                   |